# Цихловые
Цихловые, или цихлиды (лат. Cichlidae), — семейство лучепёрых рыб из отряда Cichliformes. Ранее включалось в отряд окунеобразных (Perciformes).

## Описание
Цихлиды имеют широкий диапазон размеров тела — от видов меньше чем 2,5 см в длину (например, самка Neolamprologus multifasciatus) до гораздо больших, приближающихся к 1 м в длину (например Boulengerochromis и Cichla). Группа цихлид представляет столь же широкое разнообразие форм тела, начиная с сильно сжатых с боков видов (таких как Altolamprologus, Pterophyllum и Symphysodon) и до видов, тело которых цилиндрическое и очень удлинённое (таких, как Julidochromis, Teleogramma, Teleocichla, Crenicichla, и Gobiocichla). В целом, однако, цихлиды, как правило, среднего размера, имеют тело овальной формы и слегка сжатое с боков.
Все цихлиды проявляют заботу о потомстве, некоторые из них инкубируют икру во рту.
Многие цихлиды, например тиляпия, являются важными промысловыми рыбами, другие виды представляют интерес в качестве объекта спортивного рыболовства — в частности, вид Cichla. Также многие цихлиды, включая скалярий, оскаров и дискусов, высоко ценятся среди аквариумистов в качестве объекта содержания и разведения.
В России, в Краснодарском крае, встречается как минимум два вида: мозамбикская тилапия (Oreochromis mossambicus) и восьмиполосая цихлазома (Rocio octofasciata). Оба вида являются аллохтонными, то есть чужеродными. Первый из них проник в местные водоёмы из рыбоводных хозяйств, а второй, по всей видимости, из аквариумов любителей.
Цихлиды являются семейством позвоночных с наибольшим числом видов, находящихся под угрозой исчезновения. Большинство таких видов находится трибе	Haplochromini подсемейства Pseudocrenilabrinae.

## Классификация
В семейство цихловых включают большое число разнообразных видов рыб. Уже описаны около 1300 видов, а вместе с ещё не описанными, общее количество достигает 1900, что делает цихловых одним из трёх самых крупных семейств позвоночных.
Семейство цихлид состоит из подсемейств:
- Astronotinae
- Cichlasomatinae
- Cichlinae
- Etroplinae
- Geophaginae
- Heterochromidinae
- Paratilapiinae
- Pseudocrenilabrinae
- Ptychochrominae
- Retroculinae

## Цихловые Северной Америки
| - Herichthys Baird & Girard, 1854 |

## Цихловые Центральной Америки
| - Amatitlania Schmitter-Soto, 2007 - Amphilophus Agassiz, 1859 - Archocentrus Gill, 1877 - Cryptoheros Allgayer, 2001 - 'Cichlasoma' | - Hypsophrys Agassiz, 1859 (Copora Fernandez-Yepez, 1969) - Nandopsis Gill, 1862 - Parachromis Agassiz, 1859 - Paraneetroplus Regan, 1905 - Petenia Gunther, 1862 | - Rocio Schmitter-Soto, 2007 - Theraps Gunther, 1862 - Thorichthys Meek, 1904 - Tomocichla Regan, 1908 - Vieja Fernandez-Yepez, 1969 |

## Цихловые Южной Америки
| - Acarichthys Eigenmann, 1912 - Acaronia Myers, 1940 - Aequidens Eigenmann & Bray, 1894 - Andinoacara Musilova, Z., Rican, O. & Novak, J., 2009 - Apistogramma Regan, 1913 - Apistogrammoides Meinken, 1965 - Astronotus Swainson, 1839 — Астронотус - Australoheros Rican & Kullander, 2006 - Biotodoma Eigenmann & Kennedy, 1903 - Biotoecus Eigenmann & Kennedy, 1903 - Bujurquina Kullander, 1986 - Caquetaia Fowler, 1945 - Chaetobranchopsis Steindachner, 1875 - Chaetobranchus Heckel, 1840 - Cichla Bloch & Schneider, 1801 | - Cichlasoma Swainson, 1839 - Cleithracara Kullander & Nijssen, 1989 - Crenicara Steindachner, 1875 - Crenicichla Heckel, 1840 - Dicrossus Steindachner, 1875 - Geophagus Heckel, 1840 - Guianacara Kullander & Nijssen, 1989 - Gymnogeophagus Miranda Ribeiro, 1918 - Heroina Kullander, 1996 - Heros Heckel, 1840 - Hoplarchus Kaup,1860 - Hypselecara Kullander, 1986 - Ivanacara Romer & Hahn 2006 - Krobia Kullander & Nijssen, 1989 | - Laetacara Kullander, 1986 - Mazarunia Kullander, 1990 - Mesonauta Gunther, 1862 — Мезонаута - Mikrogeophagus Meulengracht-Madson, 1968 - Nannacara Regan, 1905 - Pterophyllum Heckel, 1840 — Скалярии, рыба-ангел - Retroculus Eigenmann & Bray, 1894 - Satanoperca Gunther, 1862 - Symphysodon Heckel, 1840 — Дискусы - Taeniacara Myers, 1935 - Tahuantinsuyoa Kullander, 1991 - Teleocichla Kullander, 1988 - Uaru Heckel, 1840 |

## Цихловые Мадагаскара
| - Katria Stiassny & Sparks 2006 - Oxylapia Kiener & Mauge, 1966 | - Paratilapia Bleeker, 1868 - Paretroplus Bleeker, 1868 | - Ptychochromis Steindachner, 1880 - Ptychochromoides Kiener & Mauge, 1966 |

## Цихловые Азии
| - Etroplus Cuvier, 1830 | - Iranocichla Coad, 1982 | - Tristramella Trewavas, 1942 | - Pseudocrenilabrus Schoeller, 1903 — Хромис бульти |

## Цихловые Африки

### Цихловыеозера Малави (Ньяса)
| - Abactochromis Oliver & Arnegard, 2010 - Alticorpus Stauffer & McKaye, 1988 - Aristochromis Trewavas, 1935 - Aulonocara Regan, 1922 - Buccochromis Eccles & Trewavas, 1989 - Caprichromis Eccles & Trewavas, 1989 - Champsochromis Boulenger, 1915 - Cheilochromis Eccles & Trewavas, 1989 - Chilotilapia Boulenger, 1908 - Copadichromis Eccles & Trewavas, 1989 - Corematodus Boulenger, 1897 - Ctenopharynx Eccles & Trewavas, 1989 - Cyathochromis Trewavas, 1935 - Cynotilapia Regan, 1922 - Cyrtocara Boulenger, 1902 - Dimidiochromis Eccles & Trewavas, 1989 - Diplotaxodon Trewavas, 1935 - Docimodus Boulenger, 1897 | - Eclectochromis Eccles & Trewavas, 1989 - Exochochromis Eccles & Trewavas, 1989 - Fossorochromis Eccles & Trewavas, 1989 - Genyochromis Trewavas, 1935 - Gephyrochromis Boulenger, 1901 - Hemitaeniochromis Eccles & Trewavas, 1989 - Hemitilapia Boulenger, 1902 - Iodotropheus Oliver & Loiselle, 1972 — Йодотрофеусы - Labeotropheus Ahl, 1926 — Лабеотрофеусы - Labidochromis Trewavas, 1935 — Лабидохромисы - Lethrinops Regan, 1922 - Lichnochromis Trewavas, 1935 - Maylandia Meyer & Foerster, 1984 - Mchenga Stauffer & Konings, 2006 - Melanochromis Trewavas, 1935 - Mylochromis Regan, 1920 - Naevochromis Eccles & Trewavas, 1989 - Nimbochromis Eccles & Trewavas, 1989 | - Nyassachromis Eccles & Trewavas, 1989 - Otopharynx Regan, 1920 - Pallidochromis Turner, 1994 - Petrotilapia Trewavas, 1935 - Placidochromis Eccles & Trewavas, 1989 - Protomelas Eccles & Trewavas, 1989 - Protomelas krampus - Pseudotropheus Regan, 1922 — Псевдотрофеусы - Rhamphochromis Regan, 1922 - Sciaenochromis Eccles & Trewavas, 1989 - Serranochromis Regan, 1920 - Stigmatochromis Eccles & Trewavas, 1989 - Taeniochromis Eccles & Trewavas, 1989 - Taeniolethrinops Eccles & Trewavas, 1989 - Tramitichromis Eccles & Trewavas, 1989 - Trematocranus Trewavas, 1935 - Tropheops Trewavas, 1984 - Tyrannochromis Eccles & Trewavas, 1989 |

### Цихловыеозера Танганьика
| - Altolamprologus Poll, 1986 - Astatoreochromis Pellegrin, 1904 - Aulonocranus Regan, 1920 - Baileychromis Poll, 1986 - Bathybates Boulenger, 1898 - Benthochromis Poll, 1986 - Boulengerochromis Pellegrin, 1904 - Callochromis Regan, 1920 - Cardiopharynx Poll, 1942 - Chalinochromis Poll, 1974 - Ctenochromis Pfeffer, 1893 - Cunningtonia Boulenger, 1906 - Cyathopharynx Regan, 1920 - Cyphotilapia Regan, 1920 — Cyphotilapia frontosa - Cyprichromis Scheuermann, 1977 - Ectodus Boulenger, 1898 - Eretmodus Boulenger, 1898 - Gnathochromis Poll, 1981 | - Grammatotria Boulenger, 1899 - Greenwoodochromis Poll, 1983 - Haplotaxodon Boulenger, 1906 - Hemibates Regan, 1920 - Interochromis Yamaoka, Hori & Kuwamura, 1988 - Julidochromis Boulenger, 1898 - Lamprologus Schilthuis, 1891 - Lepidiolamprologus Pellegrin, 1904 - Lestradea Poll, 1943 - Limnochromis Regan, 1920 - Limnotilapia Regan, 1920 - Lobochilotes Boulenger, 1915 - Neolamprologus Colombe & Allgayer, 1985 - Ophthalmotilapia Pellegrin, 1904 - Paracyprichromis Poll, 1986 - PerissodusBoulenger, 1898 | - Petrochromis Boulenger, 1898 - Plecodus Boulenger, 1898 - Pseudosimochromis Nelissen, 1977 - Reganochromis Whitley, 1929 - Simochromis Boulenger, 1898 - Spathodus Boulenger, 1900 - Tangachromis Poll, 1981 - Tanganicodus Poll, 1950 - Telmatochromis Boulenger, 1898 - Trematocara Boulenger, 1899 - Trematochromis Poll, 1987 - Triglachromis Poll & Thys van den Audenaerde, 1974 - Tropheus Boulenger, 1898 - Tylochromis Regan, 1920 - Variabilichromis Colombe & Allgayer, 1985 - Xenochromis Boulenger, 1899 - Xenotilapia Boulenger, 1899 |

### Цихловые озёрВиктория,Киву,Эдуард,Рудольф,Альберт,Джордж,Набугабои др.
| - Alcolapia Thys van den Audenaerde, 1968 - Allochromis Greenwood, 1980 - Astatoreochromis Pellegrin, 1904 - Astatotilapia Pellegrin, 1904 - Gaurochromis Greenwood, 1980 - Haplochromis Hilgendorf, 1888 | - Labrochromis Greenwood, 1980 - Lithochromis Lippitsch & Seehausen, 1998 - Mbipia Lippitsch & Seehausen, 1998 - Neochromis Regan, 1920 - Paralabidochromis Greenwood, 1956 - Pharyngochromis Greenwood, 1979 - Platytaeniodus Boulenger, 1906 | - Pundamilia Seehausen & Lippitsch, 1998 - Pungu Trewavas, 1972 - Pyxichromis Greenwood, 1980 - Stomatepia Trewavas, 1962 - Thoracochromis Greenwood, 1979 - Yssichromis Greenwood, 1980 |

### другие цихловые Африки
| - Anomalochromis Greenwood, 1985 - Benitochromis Lamboj 2001 - Chetia Trewavas, 1961 - Chilochromis Boulenger, 1902 - Chromidotilapia Boulenger, 1898 - Congochromis Stiassny & Schliewen 2007 - Cyclopharynx Poll, 1948 - Danakilia Thys van den Audenaerde, 1969 - Divandu Lamboj & Snoeks 2000 - Etia Schliewen & Stiassny 2003 - Gobiocichla Kanazawa, 1951 - Hemichromis Peters, 1857 - Heterochromis Regan, 1922 - Hoplotilapia Hilgendorf, 1888 | - Konia Trewavas, 1972 - Limbochromis Greenwood, 1987 - Macropleurodus Regan, 1922 - Microchromis Johnson, 1975 - Myaka Trewavas, 1972 - Mylacochromis Greenwood, 1980 - Nanochromis Pellegrin, 1904 - Oreochromis Gunther, 1889 - Orthochromis Greenwood, 1954 - Parananochromis Greenwood, 1987 - Pelmatochromis Steindachner, 1894 - Pelvicachromis Thys van den Audenaerde, 1968 | - Pseudocrenilabrus Fowler, 1934 - Pterochromis Trewavas, 1973 - Sargochromis Regan, 1920 - Sarotherodon Rppell, 1852 - Schubotzia Boulenger, 1914 - Schwetzochromis Poll, 1948 - Steatocranus Boulenger, 1899 - Teleogramma Boulenger, 1899 - Thysochromis Daget, 1988 - Tilapia Smith, 1840 |

## Галерея

### Цихловые Америки

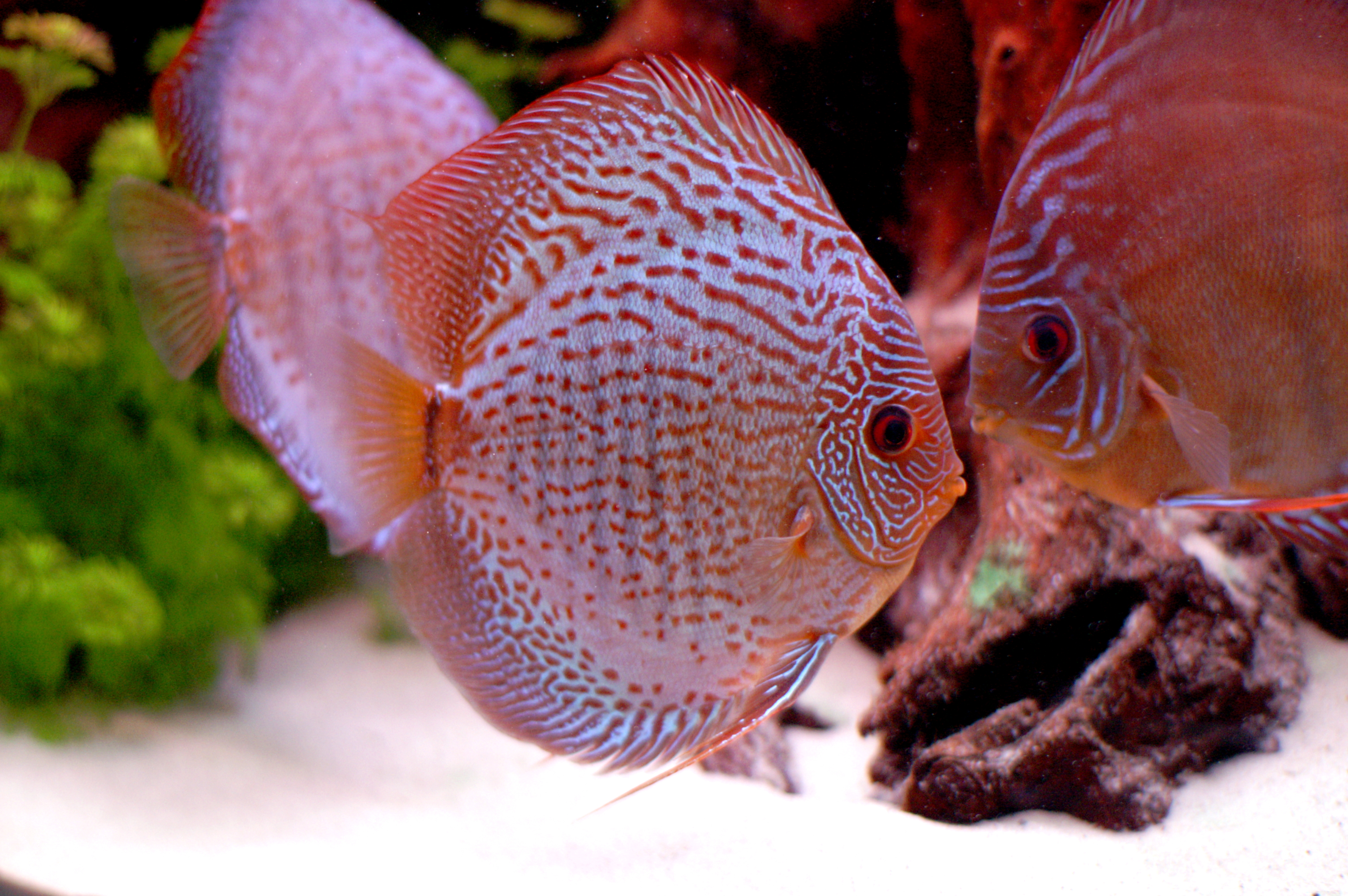
Дискус (Symphysodon)
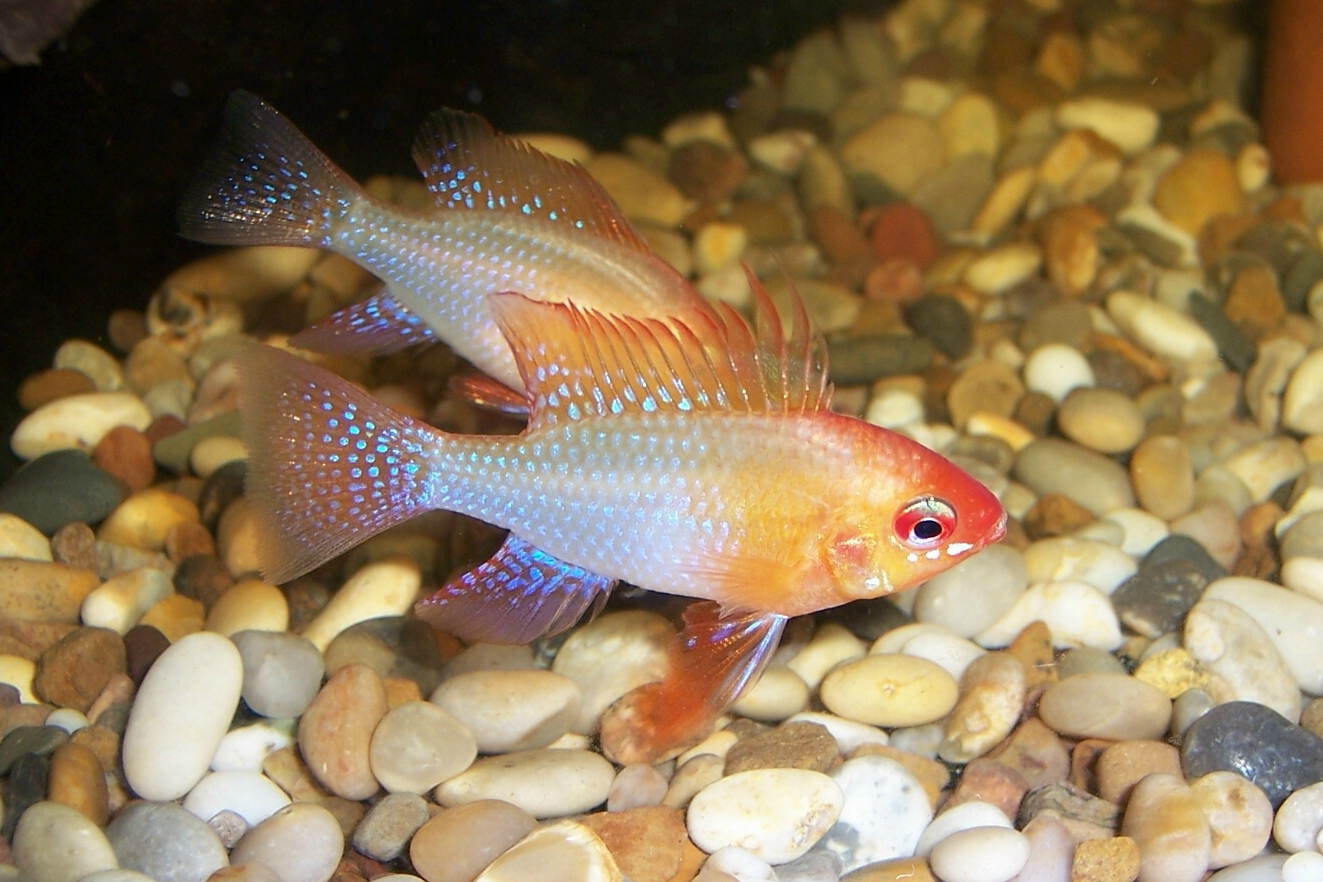
Апистограмма Рамиреса (Microgeophagus Ramirezi)
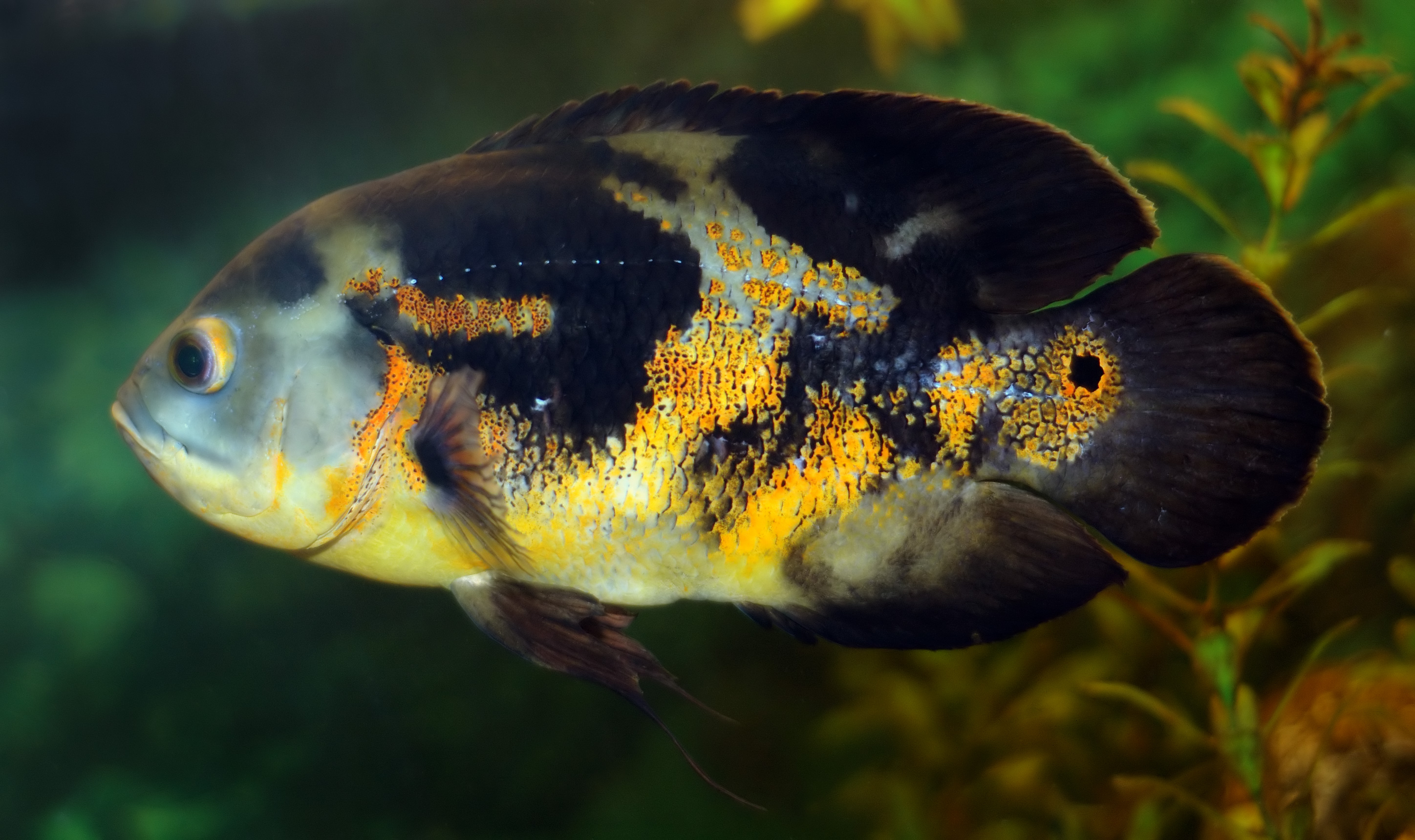
Глазчатый астронотус (Astronotus ocellatus)
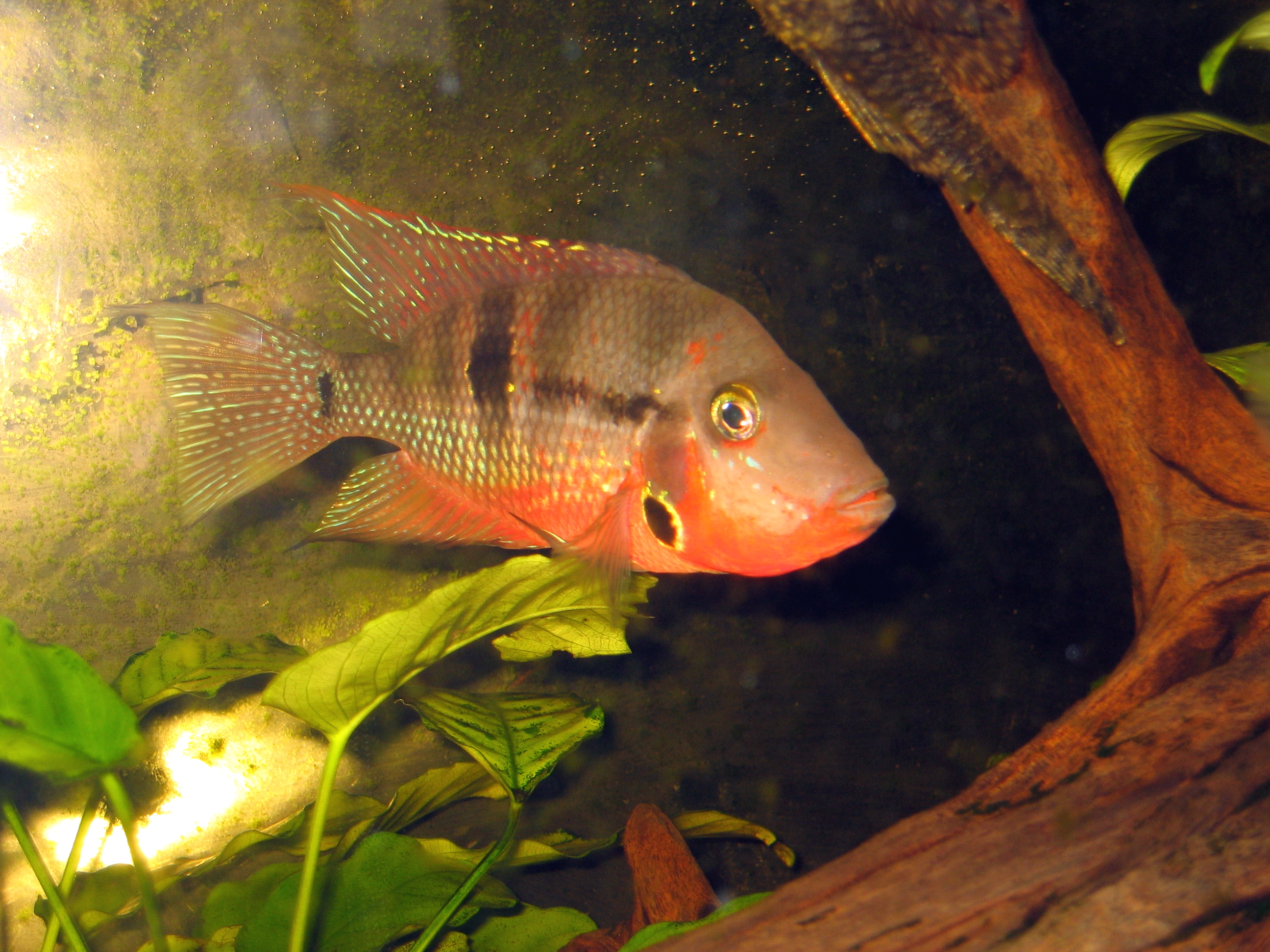
Цихлазома Меека (Cichlasoma meeki)
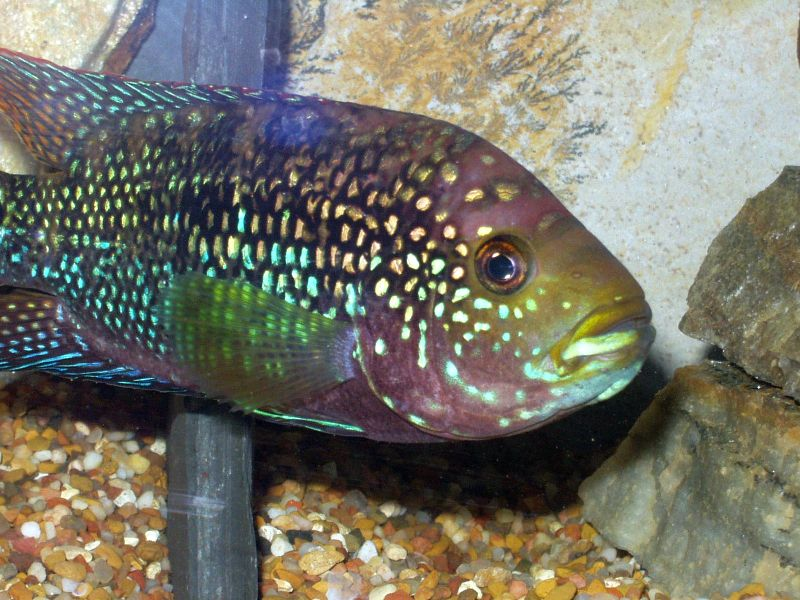
Rocio octofasciata
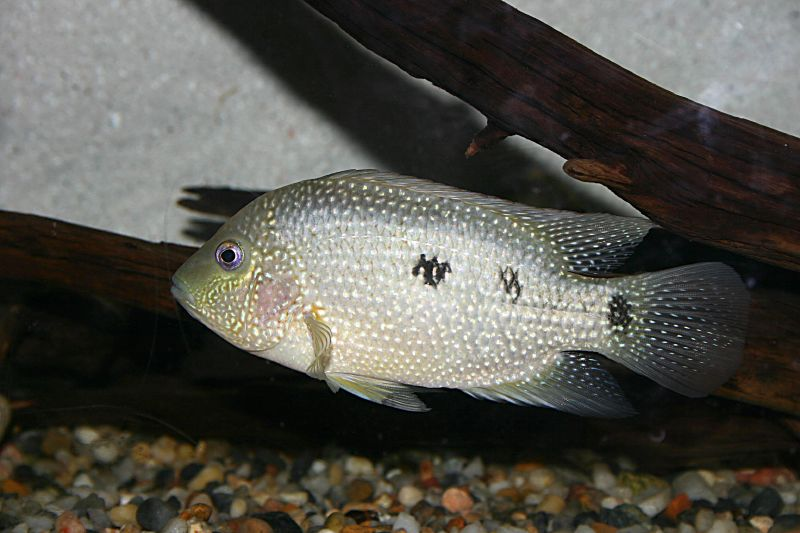
Бриллиантовая цихлазома (Herichthys cyanoguttatum)
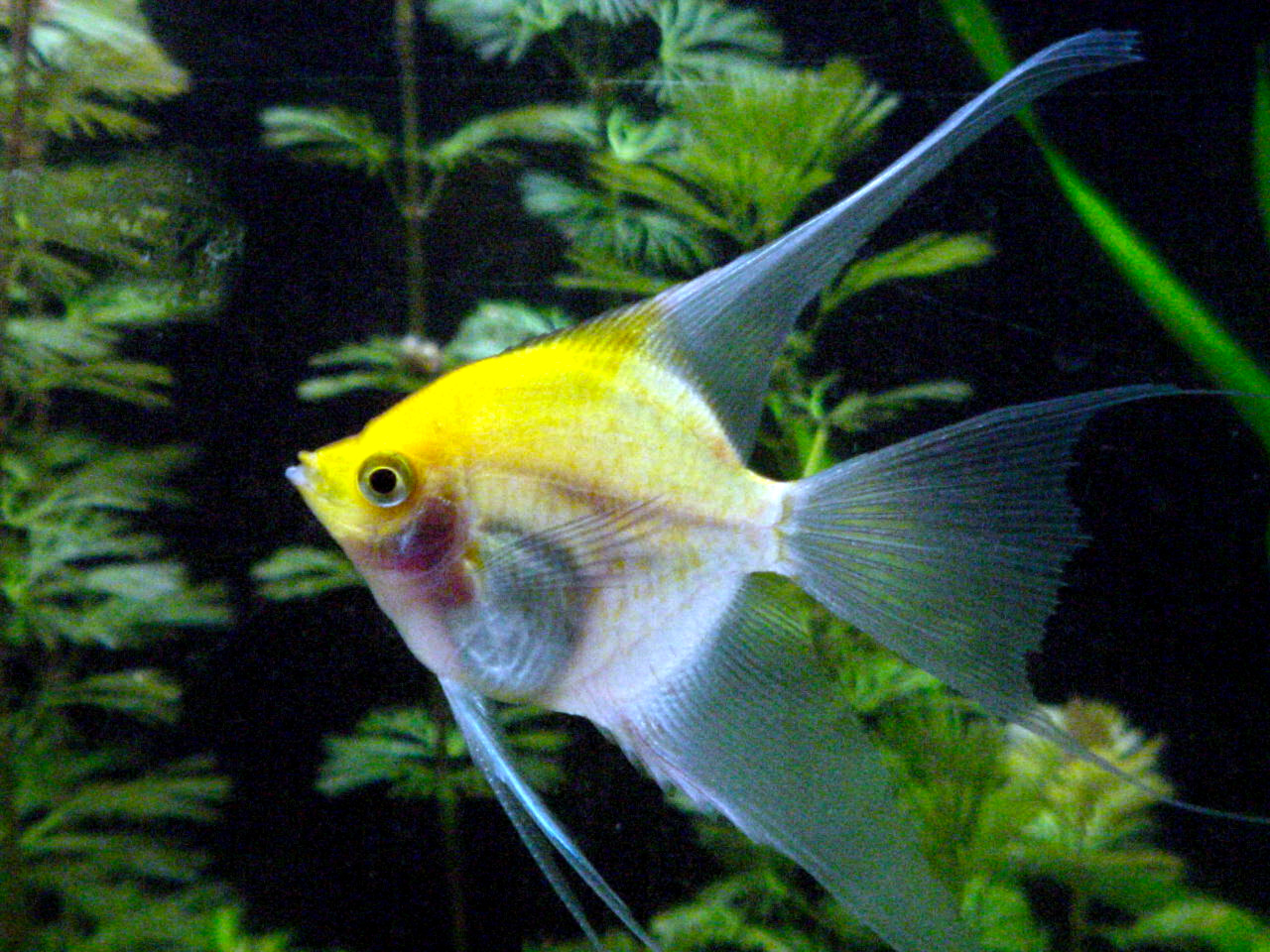
Обыкновенная скалярия (Pterophyllum scalare)